# Benoit Charette (homme politique)
Pour les articles homonymes, voir Benoît Charette et Charette.
Benoit Charette, né le 19 juillet 1976 à Saint-Jérôme, est un gestionnaire et homme politique québécois.  
Il est ministre de l'Environnement et de la Lutte contre les changements climatiques depuis le 8 janvier 2019 et bonifié de la Faune et des Parcs le 20 octobre 2022. Il est aussi ministre responsable de la région des Laurentides depuis octobre 2022.
Il est le député de la circonscription de Deux-Montagnes à l'Assemblée nationale du Québec, représentant la Coalition avenir Québec. 
Élu une première fois à l'élection générale québécoise de 2008 sous la bannière du Parti québécois, il est battu en 2012 en se présentant comme candidat caquiste, mais regagne son siège aux élections de 2014 et est réélu en 2018.

## Biographie
Né le 19 juillet 1976 à Saint-Jérôme, il est marié à une femme d'origine haïtienne avec laquelle il a trois enfants.

### Études
Benoit Charette détient un baccalauréat en histoire avec concentration en science politique de l'Université du Québec à Montréal, obtenu en 2000. Il poursuit actuellement une maîtrise en développement municipal de l'École nationale d'administration publique.

### Carrière professionnelle
Il travaille au ministère des Relations internationales du Québec et à l'Agence intergouvernementale de la francophonie de 2001 à 2003, puis au Forum jeunesse des Laurentides, à titre de directeur général. Depuis 2005, il est gestionnaire des programmes locaux pour la Fondation Jules et Paul-Émile Léger.

### Carrière politique

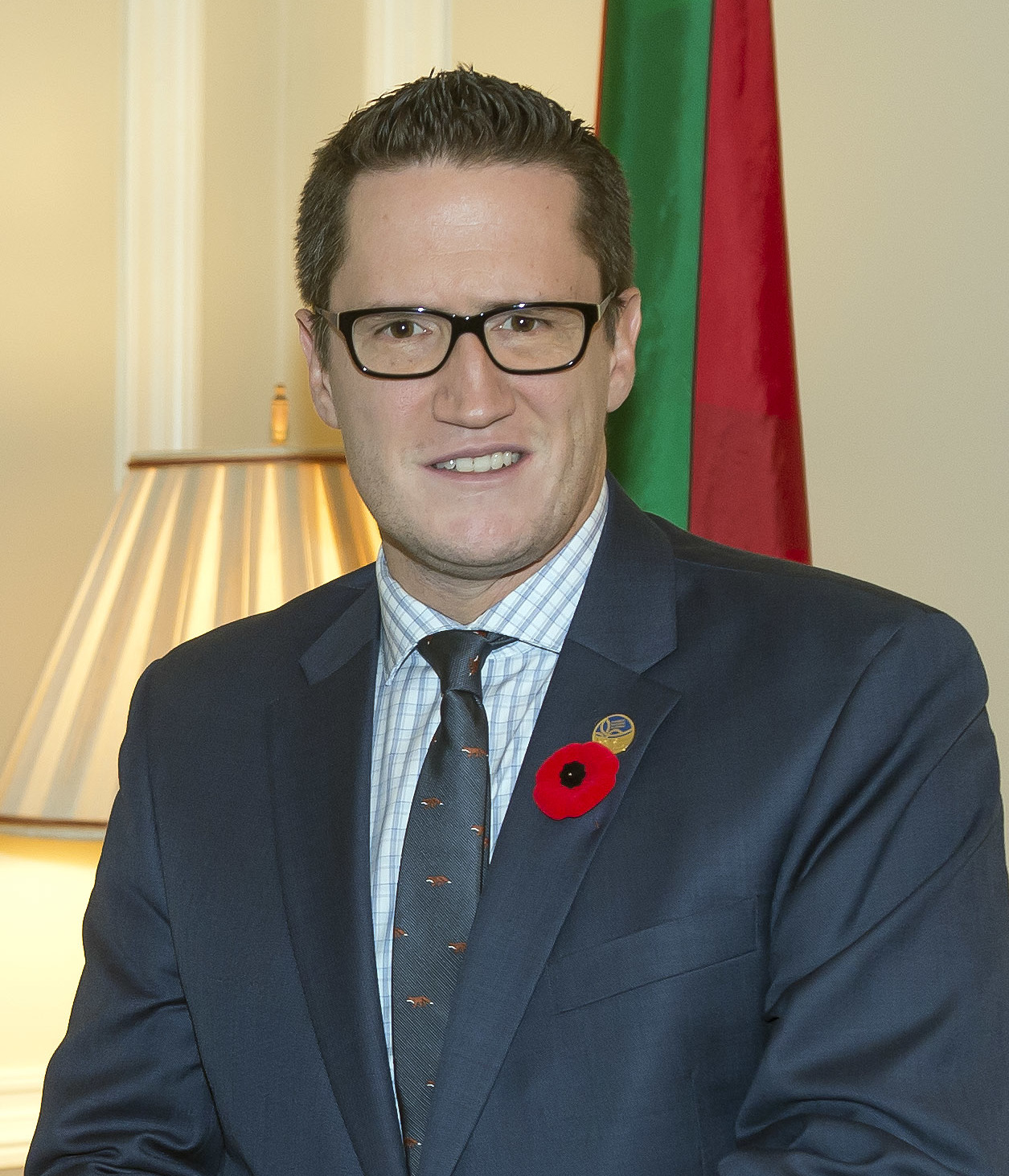
En 2017

Sur le plan politique, il est président du Parti québécois de la circonscription de Deux-Montagnes et candidat défait à l'investiture de ce parti pour l'élection générale de 2007. Il est choisi candidat pour l'élection générale de 2008 et est élu député à l'Assemblée nationale du Québec.
Le 21 juin 2011, en pleine crise du leadership de Pauline Marois, il quitte le Parti québécois pour siéger comme député indépendant. Le 19 décembre, il annonce son ralliement à la Coalition avenir Québec en même temps que l'ex-péquiste Daniel Ratthé et les deux ex-adéquistes Éric Caire et Marc Picard.
Lors des élections générales de 2012, il est candidat à sa succession sous l'étiquette de son nouveau parti mais termine deuxième (35,25 %) derrière le péquiste Daniel Goyer (38,8 %). Il se représente aux élections générales de 2014 et reprend la circonscription sous les couleurs de la CAQ en obtenant 34,16 %, 761 voix devant celui qui l'avait fait chuter deux ans auparavant. Il est réélu en 2018 dans un gouvernement caquiste majoritaire. 

#### Ministre de l'Environnement de la lutte aux changements climatiques
Le 8 janvier 2019, François Legault annonce qu'il remplace MarieChantal Chassé au poste de ministre de l'Environnement et de la Lutte contre les changements climatiques.
Le 4 novembre 2019, Benoit Charette annonce un système de REP pour les gros électroménagers, une mesure étant considérée comme hautement efficace pour diminuer les émissions de gaz à effet de serre selon Paul Hawken,. Son annonce est saluée par divers groupes environnementaux, dont Équiterre.
Le 30 janvier 2020, il annonce l'élargissement de la consigne sur les contenants de boissons. La mesure est saluée par l'Union des municipalités du Québec et la Communauté métropolitaine de Montréal. Il confirme que le gouvernement Legault élargira la consigne à tous les contenants de boisson de 100 millilitres à 2 litres, la dernière modification datant de 1984. Cette mesure lui vaut le titre de « ministre historique », et de « premier ministre de l'Environnement à résister aux lobbyistes qui veulent le statu quo et qui ne veulent pas de consigne » selon Ruba Ghazal, qui le traitera cependant de «bonniche des promoteurs» quatre mois plus tard. La mesure est accueillie favorablement par plusieurs organismes environnementaux comme Équiterre, les unions municipales, dont la mairesse de Montréal, Valérie Plante, ainsi que Québec solidaire. Cette mesure en est une que les ministres de l'environnement du Parti libéral du Québec et du Parti québécois n'ont pas osé adopter,.
Le 11 février 2020, il annonce la modernisation de la collecte sélective, modernisation pour laquelle le gouvernement injecte 30,5 millions $. Souhaitée depuis longtemps par le monde municipal, l'Union municipale du Québec et la Fédération québécoise des municipalités participent à l'annonce. La mesure est saluée par les oppositions politiques ainsi que Karel Ménard, du Front commun québécois pour une gestion écologique des déchets.
Le 3 juillet 2020, Benoit Charette annonce la Stratégie de valorisation de la matière organique, doté d'un montant de 1,2 milliard $. Encore une fois, la mesure est saluée par les unions municipales, soit l'UMQ et la FQM, ainsi que la Ville de Montréal.
En 2023-2024, il est impliqué dans la controverse entourant l'implantation de l'usine Northvolt en Montérégie. Il admet que le gouvernement a délibérément modifié la réglementation afin que le projet puisse être approuvé sans examen du Bureau d'audiences publiques sur l'environnement (BAPE), afin d'accélérer son implantation. Cette décision suscite des critiques des oppositions et d'organismes environnementaux qui contestent le manque de transparence du processus. Charette défend cependant le projet en affirmant que la production de batteries de Northvolt contribuera à la réduction des émissions de gaz à effet de serre, bien que cette affirmation soit contredite par son collègue Pierre Fitzgibbon, ministre de l'Économie. Des documents internes du ministère de l'Environnement révèlent que des fonctionnaires ont exprimé des réserves sur le projet et dénoncé des pressions politiques pour éviter le BAPE. Peu après, en décembre 2024, le ministère annonce la suppression régulière des messages Teams de ses fonctionnaires, soulevant des inquiétudes sur la transparence gouvernementale.
Il annonce également, en 2024, que le gouvernement du Québec pourrait contester la Loi fédérale sur l'évaluation d'impact, qui impose des délais supplémentaires aux grands projets énergétiques et miniers. Il craint que cette législation ralentisse des projets liés à la filière batterie au Québec.
Fin janvier 2025, face à l'incertitude causée par les changements de politiques climatiques aux États-Unis, Benoit Charette affirme que le gouvernement du Québec pourrait adapter la réglementation interdisant la vente de véhicules à essence d'ici 2035 afin de s'ajuster aux réalités du marché nord-américain.

## Fonctions parlementaires

### 39elégislature
Le 14 janvier 2009, il est nommé membre de la Commission de la culture. Ensuite, il siège sur la Commission des relations avec les citoyens et la Commission spéciale sur la question de mourir dans la dignité. Il devient le porte-parole de l'opposition officielle en matière de communautés culturelles en octobre 2009 puis en matière d'immigration de 2010 à 2011. Parallèlement à cela, il est vice-président de la section du Québec de l'Association parlementaire Ontario—Québec de 2009 à 2011 et il membre de la section du Québec de l'Assemblée parlementaire de la Francophonie. Son départ du Parti québécois, le 21 juin 2011, marque la fin de la plupart de ses fonctions. il rejoint l'Association parlementaire Ontario—Québec à titre de membre et il reste membre de la Commission spéciale sur la question de mourir dans la dignité.

### 41elégislature
Dans le cabinet fantôme de la Coalition avenir Québec, il est le porte-parole du deuxième groupe d'opposition en matière d'affaires intergouvernementales canadiennes, d'accès à l'information, de la réforme des institutions démocratiques et responsable de la région des Laurentides. Il est aussi le Vice-président de la Commission de l'administration publique.
Le 20 mai 2014, il présente le projet de loi 196, la Loi modifiant la Loi sur le Protecteur du citoyen. Ce projet de loi prévoit que les organismes publics et ceux qui sont en majorité détenus par le gouvernement soient assujettis à la compétence du Protecteur du citoyen.
Le 4 décembre 2014, il présente le projet de loi 393 visant à la mise en place d’un processus prévoyant la consultation de membres de l’Assemblée nationale lors de nominations à certains emplois supérieurs. Ce projet de loi propose que l’Assemblée nationale nomme, avec l’approbation des deux tiers de ses membres, le président, le président-directeur général ou le directeur général de certains organismes publics. Il mentionne qu’aucune allocation de transition ou indemnité de départ n’est versée à une personne qui démissionne ou qui accepte une charge publique ou un emploi dans la fonction publique. Finalement, le projet de loi vise à uniformiser la situation des juges administratifs, en uniformisant les compétences nécessaires et en prévoyant un mandat de quatre ans, renouvelable pour un seul mandat.
Le 18 mars 2015, il présente le projet de loi 490, la Loi modifiant la Loi sur les conditions de travail et le régime de retraite des membres de l'Assemblée nationale quant à l'allocation de transition. Ce projet de loi a pour objet de retirer à un député démissionnaire le droit à l'allocation de transition, sauf si sa démission est attribuable à des raisons de santé touchant le député ou sa famille.

### 42elégislature
Le 8 janvier 2019, il est nommé ministre de l'Environnement et de la Lutte contre les changements climatiques. Il remplace Marie-Chantal Chassé. En février 2021, il est nommé ministre responsable de la Lutte contre le racisme.
Il est ministre responsable de la région de Laval du 20 août 2020 au 20 octobre 2022.

## Résultats électoraux
|                                                                                               | Nom                       | Parti                 | Nombre de voix | %      | Maj.   |
| --------------------------------------------------------------------------------------------- | ------------------------- | --------------------- | -------------- | ------ | ------ |
|                                                                                               | Benoit Charette (sortant) | Coalition avenir      | 15 854         | 47,1 % | 10 077 |
|                                                                                               | Guillaume Lalonde         | Parti québécois       | 5 777          | 17,2 % | -      |
|                                                                                               | Olivier Côté              | Québec solidaire      | 4 766          | 14,2 % | -      |
|                                                                                               | Marc Allaire              | Libéral               | 3 460          | 10,3 % | -      |
|                                                                                               | Isabelle Baril            | Conservateur          | 3 308          | 9,8 %  | -      |
|                                                                                               | Amavi Tagodoe             | Vert                  | 317            | 0,9 %  | -      |
|                                                                                               | Hélèna Courteau           | Climat Québec         | 119            | 0,4 %  | -      |
|                                                                                               | Dominique Dubois-Massey   | L'union fait la force | 74             | 0,2 %  | -      |
| Total                                                                                         | Total                     | Total                 | 33 675         | 100 %  |        |
| Le taux de participation lors de l'élection était de 69,5 % et 505 bulletins ont été rejetés. |                           |                       |                |        |        |

|                                                                                               | Nom                       | Parti                | Nombre de voix | %      | Maj.  |
| --------------------------------------------------------------------------------------------- | ------------------------- | -------------------- | -------------- | ------ | ----- |
|                                                                                               | Benoit Charette (sortant) | Coalition avenir     | 16 038         | 47,4 % | 9 574 |
|                                                                                               | Daniel Goyer              | Parti québécois      | 6 464          | 19,1 % | -     |
|                                                                                               | Audrey Lesage-Lanthier    | Québec solidaire     | 4 912          | 14,5 % | -     |
|                                                                                               | Fabienne Fatou Diop       | Libéral              | 4 523          | 13,4 % | -     |
|                                                                                               | Isabelle Dagenais         | Vert                 | 722            | 2,1 %  | -     |
|                                                                                               | Delia Fodor               | Conservateur         | 368            | 1,1 %  | -     |
|                                                                                               | Denis Paré                | Citoyens au pouvoir  | 322            | 1 %    | -     |
|                                                                                               | Martin Brulé              | Parti libre          | 253            | 0,7 %  | -     |
|                                                                                               | Hans Roker Jr             | Bloc pot             | 152            | 0,4 %  | -     |
|                                                                                               | Eric Emond                | Changement Intégrité | 52             | 0,2 %  | -     |
| Total                                                                                         | Total                     | Total                | 33 806         | 100 %  |       |
| Le taux de participation lors de l'élection était de 71,1 % et 636 bulletins ont été rejetés. |                           |                      |                |        |       |

|                                                                                               | Nom                    | Parti            | Nombre de voix | %      | Maj. |
| --------------------------------------------------------------------------------------------- | ---------------------- | ---------------- | -------------- | ------ | ---- |
|                                                                                               | Benoit Charette        | Coalition avenir | 11 868         | 34,2 % | 761  |
|                                                                                               | Daniel Goyer (sortant) | Parti québécois  | 11 107         | 32 %   | -    |
|                                                                                               | Luc Leclerc            | Libéral          | 8 913          | 25,7 % | -    |
|                                                                                               | Duncan Hart Cameron    | Québec solidaire | 2 326          | 6,7 %  | -    |
|                                                                                               | Alec Ware              | Parti équitable  | 297            | 0,9 %  | -    |
|                                                                                               | Louis-Félix Cauchon    | Option nationale | 233            | 0,7 %  | -    |
| Total                                                                                         | Total                  | Total            | 34 744         | 100 %  |      |
| Le taux de participation lors de l'élection était de 74,5 % et 705 bulletins ont été rejetés. |                        |                  |                |        |      |

|                                                                                             | Nom                       | Parti            | Nombre de voix | %      | Maj.  |
| ------------------------------------------------------------------------------------------- | ------------------------- | ---------------- | -------------- | ------ | ----- |
|                                                                                             | Daniel Goyer              | Parti québécois  | 14 423         | 38,8 % | 1 321 |
|                                                                                             | Benoit Charette (sortant) | Coalition avenir | 13 102         | 35,2 % | -     |
|                                                                                             | Stéphanie Ménard          | Libéral          | 6 689          | 18 %   | -     |
|                                                                                             | Normand Godon             | Québec solidaire | 1 522          | 4,1 %  | -     |
|                                                                                             | Princess Brooks           | Vert             | 724            | 1,9 %  | -     |
|                                                                                             | Wilson Ortiz              | Option nationale | 712            | 1,9 %  | -     |
| Total                                                                                       | Total                     | Total            | 37 172         | 100 %  |       |
| Le taux de participation lors de l'élection était de 80 % et 545 bulletins ont été rejetés. |                           |                  |                |        |       |

|                                                                                             | Nom                      | Parti               | Nombre de voix | %      | Maj.  |
| ------------------------------------------------------------------------------------------- | ------------------------ | ------------------- | -------------- | ------ | ----- |
|                                                                                             | Benoit Charette          | Parti québécois     | 11 961         | 43,1 % | 2 981 |
|                                                                                             | Marie-France Daoust      | Libéral             | 8 980          | 32,4 % | -     |
|                                                                                             | Lucie Leblanc (sortante) | Action démocratique | 4 986          | 18 %   | -     |
|                                                                                             | Guy Rainville            | Vert                | 1 168          | 4,2 %  | -     |
|                                                                                             | Julien Demers            | Québec solidaire    | 632            | 2,3 %  | -     |
| Total                                                                                       | Total                    | Total               | 27 727         | 100 %  |       |
| Le taux de participation lors de l'élection était de 61 % et 535 bulletins ont été rejetés. |                          |                     |                |        |       |

|                                                                                               | Nom               | Parti               | Nombre de voix | %      | Maj.  |
| --------------------------------------------------------------------------------------------- | ----------------- | ------------------- | -------------- | ------ | ----- |
|                                                                                               | Lucie Leblanc     | Action démocratique | 12 415         | 36,3 % | 1 132 |
|                                                                                               | Daniel Goyer      | Parti québécois     | 11 283         | 33 %   | -     |
|                                                                                               | Paule Fortier     | Libéral             | 8 183          | 23,9 % | -     |
|                                                                                               | Guy Rainville     | Vert                | 1 448          | 4,2 %  | -     |
|                                                                                               | Julien Demers     | Québec solidaire    | 740            | 2,2 %  | -     |
|                                                                                               | Manon Bissonnette | Indépendant         | 114            | 0,3 %  | -     |
| Total                                                                                         | Total             | Total               | 34 183         | 100 %  |       |
| Le taux de participation lors de l'élection était de 76,4 % et 360 bulletins ont été rejetés. |                   |                     |                |        |       |